# Slavonski radio
Slavonski radio je osječka komercijalna radijska postaja čiji se program emitira na području Osječko-baranjske županije.
Pokrenut je 13. prosinca 1993. kao dio koncerna Glas Slavonije d.d. u čijem je sastavu ostao do 2015. kada je koncesiju nad njim preuzela tvrtka Slavonski radio d.o.o.

## Program
Program je sadržajno podijeljen na:
- glazbeni (69,7%)
- informativni (10,37%)
- zabavni (7,49%)
- audio komercijalnu komunikaciju (5,8%)
- športski (2,82%)
- umjetnički i kulturni (2,23%)
- obrazovni i program za djecu i mlade (1,00%)
- vjerski (0,59%)

### Emisije
- informativne: Vijesti, Slavonski dnevnik
- kultura: Ars Slavonica
- šport: Sportski presluh
- zdravlje: Radio ordinacija
- djeca: Radoznalica
- ostalo: Imam jedno pitanje, Libela

## Vanjske poveznice
- Službene stranice  Arhivirana inačica izvorne stranice od 6. studenoga 2005. (Wayback Machine) (hrv.)